# Liste der Baudenkmäler in Horrem (Kerpen)
Die Liste der Baudenkmäler in Horrem (Kerpen) enthält die denkmalgeschützten Bauwerke auf dem Gebiet von Kerpen-Horrem in Nordrhein-Westfalen (Stand: Januar 2021). Diese Baudenkmäler sind in der Denkmalliste der Stadt Kerpen eingetragen; Grundlage für die Aufnahme ist das Denkmalschutzgesetz Nordrhein-Westfalen (DSchG NRW).

## Baudenkmäler
Die Liste der Baudenkmäler enthält Sakralbauten, Wohn- und Fachwerkhäuser, historische Gutshöfe und Adelsbauten, Industrieanlagen, Wegekreuze und andere Kleindenkmäler sowie Grabmale und Grabstätten, die eine besondere Bedeutung für die Geschichte Kerpens haben.
Hinweis: Die Reihenfolge der Denkmäler in dieser Liste entspricht der offiziellen Liste und ist nach Bezeichnung, Ortsteilen und Straßen sortierbar.
| Bild                           | Bezeichnung                      | Lage                              | Beschreibung | Bauzeit | Eingetragen seit | Denkmal- nummer |
| ------------------------------ | -------------------------------- | --------------------------------- | ------------ | ------- | ---------------- | --------------- |
| BW                             |                                  | Horrem Clemensstr. 14 Karte       |              |         | 01.01.1989       | 174             |
| weitere Bilder                 |                                  | Horrem Fontänestr. 14 Karte       |              |         | 06.03.1990       | 262             |
| weitere Bilder                 |                                  | Horrem Hauptstr. 191 Karte        |              |         | 14.02.1989       | 157             |
| weitere Bilder                 |                                  | Horrem Hauptstr. 212 Karte        |              |         | 20.10.1988       | 199             |
|                                |                                  | Horrem Hauptstr. 379–381 Karte    |              |         | 01.12.1988       | 203             |
| weitere Bilder                 | Wegekreuz                        | Horrem Hauptstr./ Am Kalkofen     |              |         | 08.09.2008       | 130             |
| weitere Bilder                 |                                  | Horrem Ichendorfer Str. 30 Karte  |              |         | 01.12.1988       | 208             |
| weitere Bilder                 |                                  | Horrem Königsdorfer Str. 14 Karte |              |         | 14.09.2000       | 78              |
| weitere Bilder                 |                                  | Horrem Königsdorfer Str.29        |              |         | 21.05.1990       |                 |
| weitere Bilder                 | Burg Hemmersbach                 | Horrem Karte                      |              |         | 20.11.1984       | 3               |
|                                | Kreuz "Jung"                     | Horrem                            |              |         | 09.10.2003       | 51              |
| weitere Bilder                 | Kath. Pfarrkirche St. Clemens    | Horrem Karte                      |              |         | 15.04.2008       | 52              |
| weitere Bilder                 | Kath. Pfarrkirche Christus König | Horrem Karte                      |              |         | 16.01.1998       | 56              |
| Wegekreuz an der Clemenskirche | Wegekreuz an der Clemenskirche   | Horrem                            |              |         | 24.09.2003       | 98              |
| weitere Bilder                 | Horremer Mühle                   | Horrem                            |              |         | 08.07.1988       | 100             |

## Belege
1. ↑  Denkmalliste der Stadt Kerpen, übermittelt durch die Untere Denkmalbehörde Kerpen.

- Karte mit allen Koordinaten:
- OSM |
- WikiMap